# 아리아나 아프간 항공
아리아나 아프간 항공(영어: Ariana Afghan Airlines, 페르시아어: هواپیمایی آریانا, 파슈토어: د آريانا افغان هوايي شرکت)은 카불에 본사를 두고 있는 항공사로 허브 공항은 카불 국제공항이 있다.

## 역사
1955년에 설립되어 1970년대까지 우수하고 신뢰할 만한 항공사로 인정받았다. 그러나 1996년에 탈레반 정부가 장악하면서 항공 노선과 항공기가 줄어들게 되었고 그로 인해 경영난에 시달리게 되었다. 2001년 국제연합 안전보장이사회의 제재조치로 운항이 금지되었다가 탈레반 정권이 물러난 뒤 다시 운항을 시작했다. 2006년 유럽 연합은 보안 문제와 기종 노후화 문제를 이유로 EU 역내 취항 금지 항공 회사 목록 리스트에 들어 가면서 유럽 취항을 전면 금지를 시키면서 현재는 인도, 파키스탄, 터키, 아랍에미리트에 취항하고 있다.

## 운항 노선
- 2022년 7월 기준으로 아리아나 아프간 항공은 다음과 같은 노선을 운항하고 있다.

## 보유 기종
- 2019년 8월 기준으로 아리아나 아프간 항공은 다음과 같은 기종을 보유하고 있다.[3][4][5]

### 퇴역 기종
- 에어버스 A300B4
- 에어버스 A310-200
- 에어버스 A320-200[6]
- 에어버스 A321-100
- 안토노프 An-12BP
- 안토노프 An-12T
- 안토노프 An-24
- 안토노프 An-24B
- 안토노프 An-24RV
- 안토노프 An-26
- 안토노프 An-26B
- 보잉 707-120B
- 보잉 707-320C
- 보잉 720B
- 보잉 727-100C[7]
- 보잉 727-200
- 보잉 727-200F
- 보잉 737-300
- 보잉 737-800
- 보잉 747-200B
- 보잉 757-200
- 콘베어 CV-440
- 더글러스 C-47
- 더글러스 C-47A
- 더글러스 C-54B
- 더글러스 C-54G
- 더글러스 DC-4
- 더글러스 DC-6A
- 맥도널 더글러스 DC-10-30[8]
- 투폴레프 Tu-134
- 투폴레프 Tu-154B
- 투폴레프 Tu-154M
- 야코블레프 Yak-40

## 같이 보기
- 아프가니스탄의 교통

## 사진

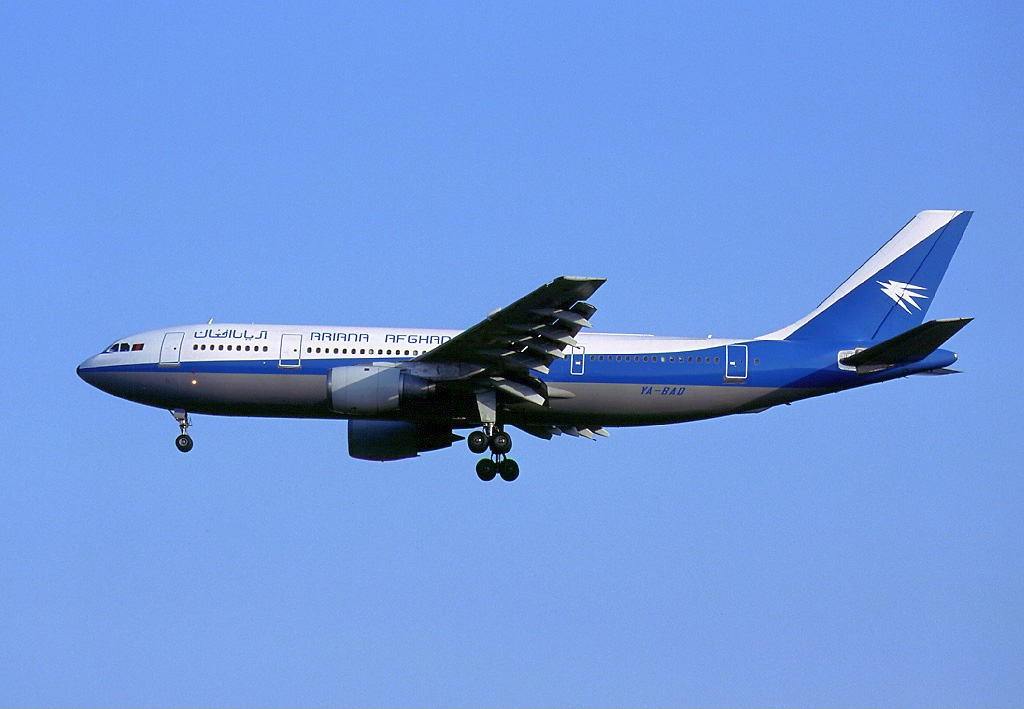
아리아나 아프간 항공의 에어버스 A300B4-200 (퇴역)
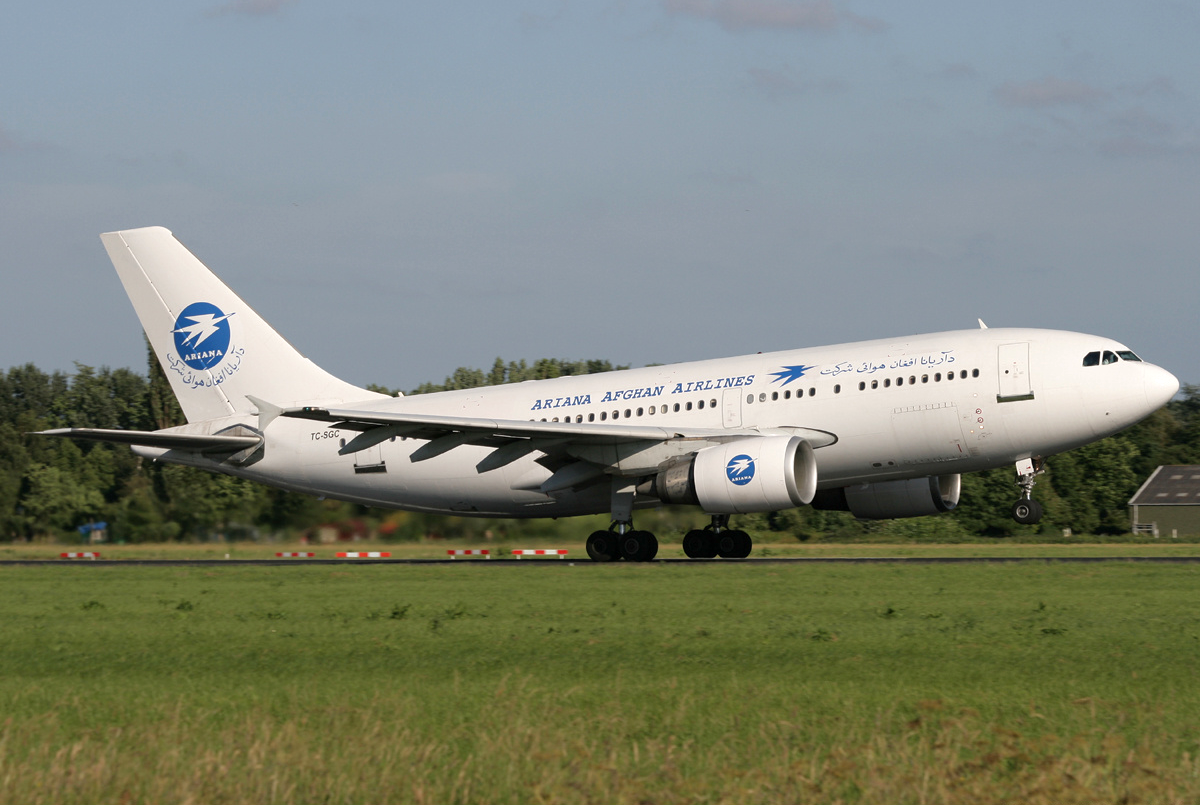
아리아나 아프간 항공의 에어버스 A310-300
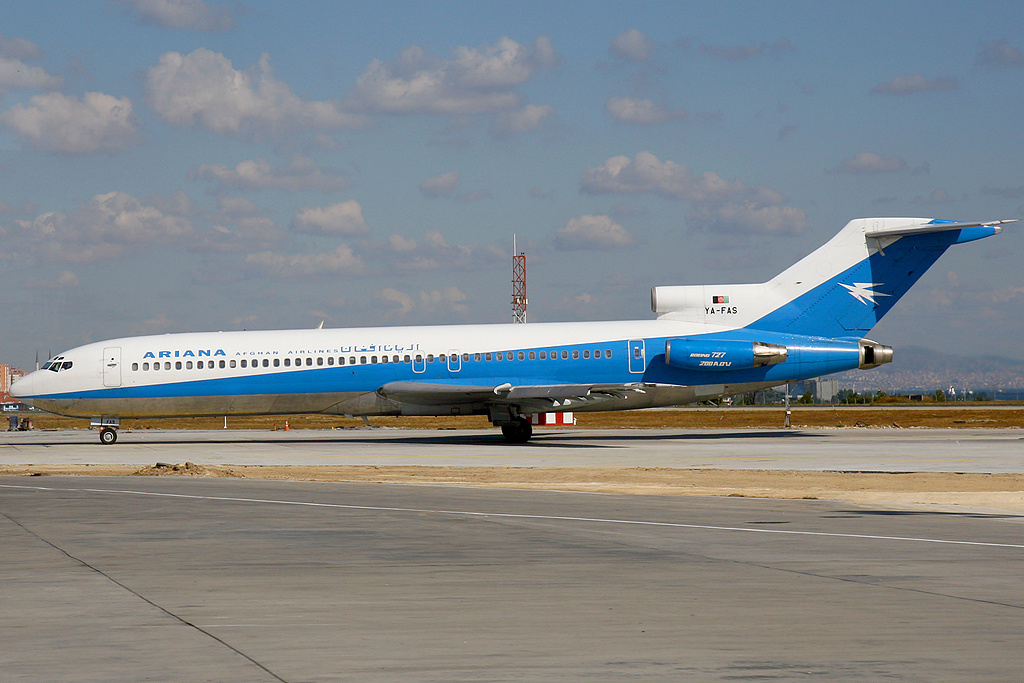
아리아나 아프간 항공의 보잉 727-200 (퇴역)